# Allodromia brunnea
Allodromia brunnea är en tvåvingeart som beskrevs av Smith 1962. Allodromia brunnea ingår i släktet Allodromia och familjen puckeldansflugor. Inga underarter finns listade i Catalogue of Life.